# Щербівка (зупинний пункт)
Щербівка (біл. Шчэрбаўка) — пасажирський залізничний зупинний пункт Гомельського відділення Білоруської залізниці на лінії Гомель — Калинковичі. Розташований у однойменному селі Щербівка Гомельського району Гомельської області.